# Antiga Sede da Associação dos Moradores da Comunidade de São Jerônimo
A Antiga Sede da Associação dos Moradores da Comunidade de São Jerônimo é uma edificação tombada, localizada no município de Cuiabá, no Mato Grosso.

Foi tombado em 2013 através da portaria n.° 035/2013 publicada em 4 de julho daquele ano.

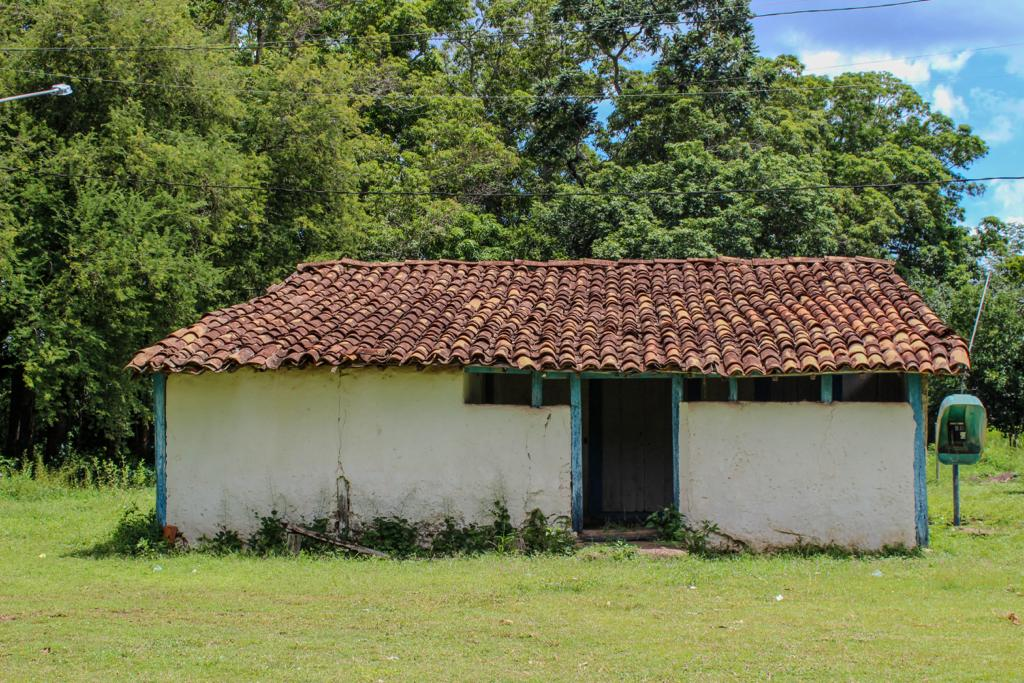
Antiga Sede da Associação dos Moradores da Comunidade de São Jerônimo, Cuiabá.